# Julian Gruner
Julian Gruner (ur. 13 października 1898 w Wisztyńcu, zm. wiosną 1940 w Charkowie) – polski lekkoatleta specjalizujący się w skoku wzwyż i rzucie oszczepem, doktor nauk medycznych, wykładowca, porucznik rezerwy służby zdrowia Wojska Polskiego, ofiara zbrodni katyńskiej.

## Życiorys

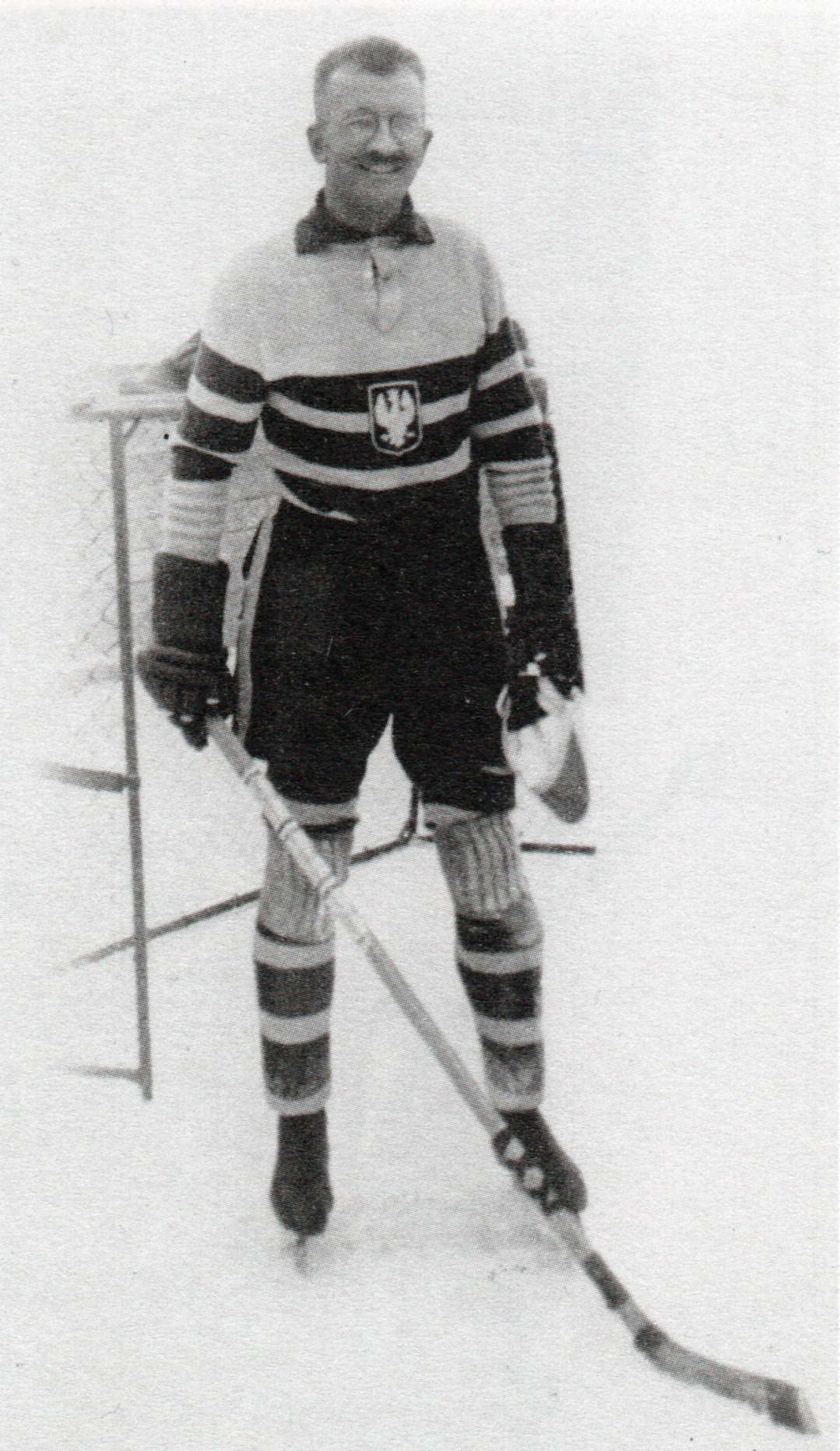
Gruner jako reprezentant Polski w hokeju, ok. 1921

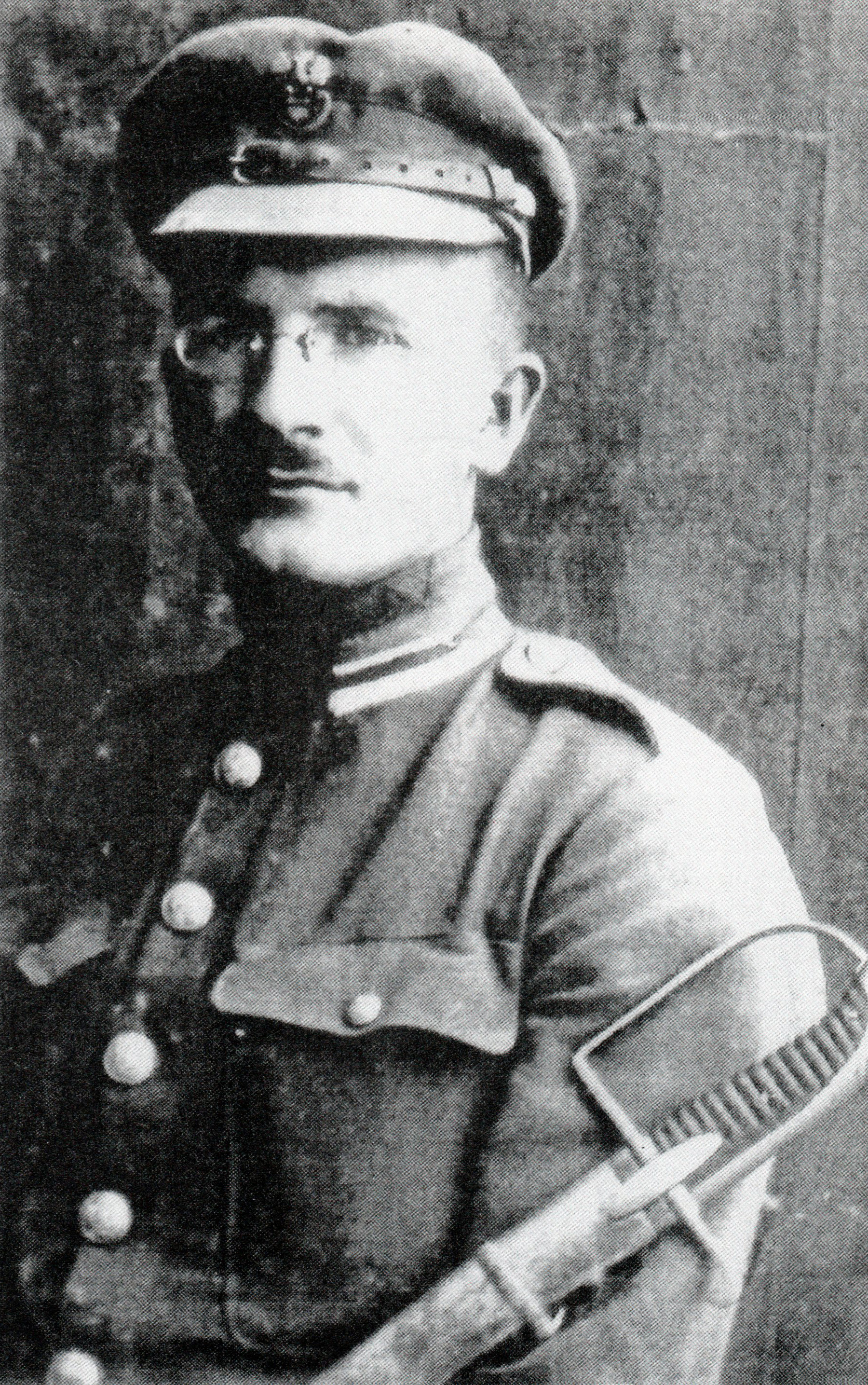
Gruner jako ochotnik wojny polsko-bolszewickiej

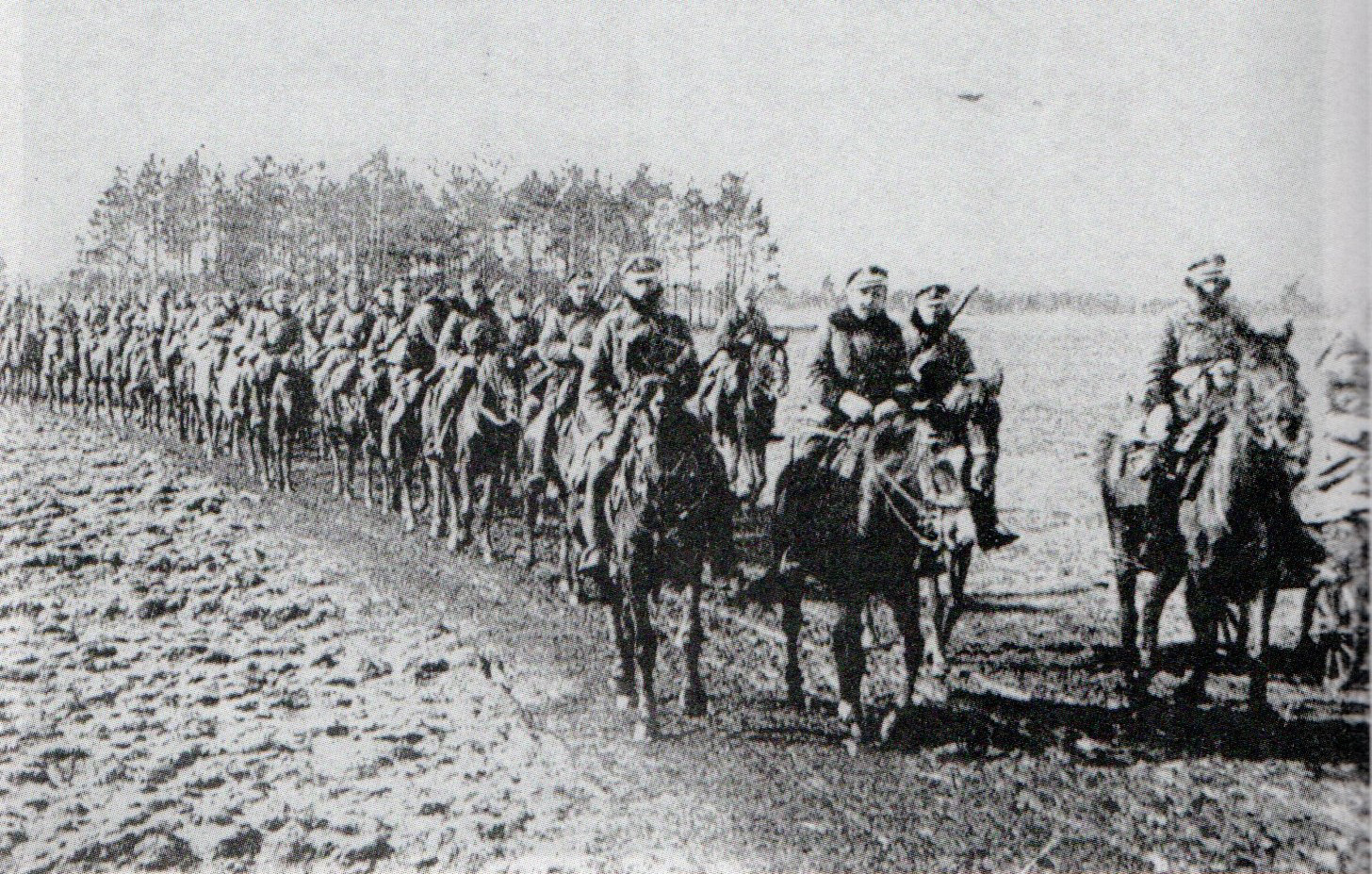
Gruner na czele odd. kawalerii podczas wojny polsko-bolszewickiej

Syn Lucjana i Stefanii z domu Nowickiej.
W 1924 wywalczył w Warszawie dwa srebrne medale (w skoku wzwyż z wynikiem 1,70 oraz w rzucie oszczepem z rezultatem 51,69) podczas Letnich Mistrzostw Świata Studentów. Od 1922 do 1926 dwa razy startował w meczach międzypaństwowych. W czasie swojej sportowej kariery zdobył dziesięć medali Mistrzostw Polski seniorów – trzy złote (skok wzwyż – 1922; rzut oszczepem – 1925 i 1926), pięć srebrnych (skok wzwyż – 1923 i 1924; rzut oszczepem – 1922, 1923 oraz 1927), a także dwa brązowe (skok wzwyż – 1925; rzut oszczepem – 1924). 15 lipca 1922 wynikiem 1,76 ustanowił rekord Polski w skoku wzwyż. 
Gruner brał udział, 12 lipca 1925 w Paryżu, w zawodach lekkoatletycznych będących meczem pomiędzy dwoma klubami: francuskim Stade Francais Paris i szwajcarskim Cercle des Sports Lausanne. Po zakończeniu rywalizacji oszczepników tych drużyn rozegrany odbył się pojedynek, w którym główne role grali Polak oraz Francuz Emanuel Degland. Rywale tych dwóch oszczepników uzyskiwali słabe wyniki, a po pierwszej serii rzutów prowadził Francuz z wynikiem 52,00. W drugiej próbie Polak uzyskał rekordową odległość – 57,56 – a kolejne jego próby to rezultaty w granicach 55 metra. Rezultat Grunera był nowym rekordem Polski, pierwszym rekordem uzyskanym poza granicami kraju, a sam zawodnik został pierwszym Polakiem, który wygrał międzynarodowy mityng lekkoatletyczny.
Podczas studiów należał do Polskiej Korporacji Akademickiej „Patria”, w której pełnił funkcję Wiceprezesa w 1922. 14 września 1925 uzyskał dyplom na Wydziale Lekarskim Uniwersytetu Warszawskiego. W latach 1925–1931 pracował jako „hospitant” w szpitalu świętego Rocha w Warszawie oraz był wykładowcą wychowania fizycznego na uniwersytecie. Od 1931 do 1939 pracował w kaliskiej Kasie Chorych. Był także ordynatorem oddziału dziecięcego w Szpitalu im. Przemysława II. Był kawalerem Zakonu Maltańskiego.
W Wojsku Polskim służył od 1919 w szeregach 10 pułku Ułanów Litewskich, następnie odkomenderowany do Szefostwa Sanitarnego 4 Armii. Został awansowany do stopnia podporucznika ze starszeństwem z dniem 1 czerwca 1919. Uczestniczył w wojnie polsko-bolszewickiej. Otrzymał Krzyż Walecznych. W 1921 przeniesiony do rezerwy. Był od tego czasu przydzielony do kadry zapasowej Szpitala Okręgowego nr 7 w Poznaniu. W 1934 mianowany porucznikiem rezerwy służby zdrowia.
Po wybuchu II wojny światowej podczas kampanii wrześniowej był przydzielony do 2 batalionu sanitarnego. Został ranny. Po agresji ZSRR na Polskę z 17 września 1939 został aresztowany przez sowietów 19 września 1939 w Stanisławowie. Został osadzony w obozie w Starobielsku, gdzie właśnie jemu przypadł obowiązek organizowania izbą chorych i kierowania nią. Wiosną 1940 został zamordowany wraz z pozostałymi jeńcami przez funkcjonariuszy NKWD w Charkowie i pogrzebany potajemnie w bezimiennej mogile zbiorowej w Piatichatkach, gdzie od 17 czerwca 2000 mieści się oficjalnie Cmentarz Ofiar Totalitaryzmu w Charkowie. Figuruje na Liście Starobielskiej NKWD pod poz. 627.

### Życie prywatne
Był żonaty z Marią, miał córkę Ewę (ur. 19 kwietnia 1934 - zm. 14 kwietnia 2020), która podobnie jak on została lekarzem i od czasu oficjalnego przyznania się przez władze Związku Radzieckiego do odpowiedzialności za zbrodnię katyńską w 1990, aktywnie zaangażowała się w badania nad tym masowym mordem. Brała udział w ekshumacjach w Charkowie, gdzie spoczywa Julian Gruner i napisała książkę Starobielsk w oczach ocalałych jeńców (Szczecin 2001), by "ocalić Go od zapomnienia".

## Ordery i odznaczenia
- Krzyż Walecznych
- Srebrny Krzyż Zasługi (19 marca 1931)[10]

## Upamiętnienie
5 października 2007 minister obrony narodowej Aleksander Szczygło mianował go pośmiertnie na stopień kapitana. Awans został ogłoszony 9 listopada 2007 w Warszawie, w trakcie uroczystości „Katyń Pamiętamy – Uczcijmy Pamięć Bohaterów”.
W ramach akcji „Katyń... pamiętamy” / „Katyń... Ocalić od zapomnienia” w stolicy Szwajcarii, Bernie został zasadzony Dąb Pamięci honorujący Juliana Grunera.
W 2018 staraniem córki Grunera Ewy Gruner-Żarnoch na gmachu Pomorskiego Uniwersytetu Medycznego w Szczecinie umieszczona została tablica upamiętniająca m.in. Juliana Grunera.
Imię Juliana Grunera nosi szkoła podstawowa w Świerznie.